# Rebiya Kadeer
Rebiya Kadeer, née le 15 novembre 1946, est une militante des droits de l'homme de l'ethnie ouïgoure. Depuis 2006, elle est la présidente du Congrès mondial des Ouïghours.

## Biographie
Née dans une famille pauvre, Rebiya Kadeer épouse à 15 ans un petit fonctionnaire, dont elle a six enfants. Avec son premier mari elle vit dans la région chinoise du Xinjiang, qui est habitée majoritairement par les Ouïghours. Alors qu'elle revend les vêtements qu'elle fabrique, elle est arrêtée par le gouvernement chinois, les Ouïgours n'ayant pas à cette époque le droit de commercer. Elle raconte qu'elle a dû alors quitter sa famille pour permettre à son mari de conserver son emploi.
Seule, elle lave du linge pour gagner sa vie et réussit, lorsque les Ouïgours obtiennent l'autorisation de commercer en République populaire de Chine, à ouvrir une blanchisserie, puis à gérer un centre commercial et enfin à mener à bien une carrière d'entrepreneur.
Rebiya Kadeer gagne bien sa vie mais elle ne néglige pas pour autant de s'engager dans des actions de soutien à la communauté ouïgoure, notamment la création d'un système de microcrédit qui permet aux femmes ouïgoures de créer de petites entreprises. Elle épouse en secondes noces Sidik Rouzi, intellectuel ouïgour qui a fait dix ans de camp de travail. Elle monte ensuite un bazar pour femmes.
Son statut de femme d'affaires incite les autorités chinoises à la désigner comme membre de la délégation chinoise auprès de la Quatrième conférence mondiale des Nations Unies sur les femmes (en), organisée à Pékin en 1995. Elle est également membre de la Conférence consultative politique du peuple chinois, lorsqu’elle se rend en février 1997 à Gulja (Yining) après la répression sanglante d’une manifestation connue sous le nom d'incident de Guldja.
Son statut d'élue lui permet de rencontrer des témoins de l'affaire et la police lui projette une vidéo des tirs de la police sur les manifestants. Elle dénonce à la tribune de l’Assemblée les crimes de la police chinoise. En 1998, les autorités chinoises empêchent sa réélection à la Conférence consultative politique du peuple chinois parce qu'elle refuse de condamner son mari, Sidik Hadji Rouzi, qui s'est enfui aux États-Unis où il fait des déclarations qui déplaisent au pouvoir.[réf. nécessaire]

## Arrestation en 1999
En août 1999, Kadeer est arrêtée à Ürümqi, capitale du Xinjiang, et condamnée à huit ans de prison pour avoir  « divulgué des secrets d’État » parce qu'elle a envoyé des coupures de presse à son mari. Aux États-Unis, celui-ci participe à des émissions en langue ouïgoure sur Radio Free Asia, dans lesquelles il condamne durement la politique des autorités chinoises envers la population ouïgoure. Kadeer est arrêtée alors qu'elle va rencontrer une délégation du Congrès des États-Unis venue évaluer la situation des droits de l'homme au Xinjiang. Les autorités chinoises prétendent que Kadeer est en possession d'une liste de dix personnes « soupçonnées d'activités séparatistes. »
En 2004, sa peine est réduite d'un an en raison de sa bonne conduite en prison. La même année, elle obtient le prix Rafto pour sa défense des droits de l'Homme.

## Libération en 2005
Le 14 mars 2005, elle est libérée avant la fin de sa peine, selon la version officielle pour raison médicale, mais en fait sous la pression des États-Unis, notamment du ministre des affaires étrangères Condoleezza Rice. La Fondation Dui Hua a également œuvré à sa libération. Au cours du séjour de six ans que Rebiya Kadeer a fait en prison, elle a passé deux ans dans une cellule complètement obscure. Elle-même n'a pas été soumise à la torture mais elle a vu que d'autres prisonniers y étaient soumis.
Par ailleurs, sa mise en liberté est assortie d'un bannissement de son propre pays : le 17 mars, elle est mise dans un avion à destination des États-Unis, où habitent déjà son mari et cinq de ses onze enfants. Ses autres enfants vivent encore au Xinjiang, où ils sont de fait des otages du gouvernement chinois garantissant la  « bonne conduite » de Rebiya Kadeer. Cependant, la cause de son peuple opprimé lui tient tellement à cœur qu'elle ne se tait pas malgré de telles menaces.
Les organisations des droits de l'homme telles que Amnesty International et Human Rights Watch critiquent le fait que les États-Unis, en échange de la mise en liberté de Rebiya Kadeer, aient consenti à retirer un projet de résolution de l'ONU, condamnant sévèrement la façon dont les autorités chinoises traitent les populations minoritaires dans leur pays.
Rebiya Kadeer est la présidente, élue en 2006, du Congrès mondial des Ouïghours, organisation internationale de Ouïghours en exil représentant l'intérêt collectif du peuple ouïghour.
D'après Rebiya Kadeer, dans un reportage télévisé diffusé sur la chaîne Arte le 4 juin 2009, l'arrestation de deux de ses enfants le jour de la Journée internationale des enfants est clairement un message du gouvernement chinois ; celui-ci l'avait prévenue que ses enfants seraient victimes de représailles si elle reprenait la vie politique après avoir publiquement promis de ne pas le faire.

## Les émeutes au Xinjiang en juillet 2009
À la suite des émeutes au Xinjiang de juillet 2009, le Congrès mondial des Ouïghours présidé par Rebiya Kadeer rapporte que selon des Ouïghours sur les lieux, 600 à 800 personnes auraient trouvé la mort dans les violences interethniques, chiffre non repris par les journalistes occidentaux sur place.
Pour leur part, les autorités chinoises considèrent que les émeutes relèvent d'« une action criminelle violente, préméditée » qui était « pensée et dirigée depuis l'étranger, et commise par des hors la loi au sein du pays », et accusent Rebiya Kadeer d’être l’instigatrice de ces violences et de les avoir orchestrées. Kadeer a récusé ces accusations, ajoutant que le catalyseur des émeutes est le mécontentement suscité par la façon dont le gouvernement chinois a traité le meurtre des deux travailleurs ouïghours dans une usine du Guangdong, une thèse partagée par certains journalistes occidentaux, médias officiels chinois et résidents ouïgours . Le 29 juillet 2009, le dalaï-lama a affirmé que Rebiya Kadeer soutient la non-violence et ne cherche pas la séparation de la Chine.

### Les interventions de Rebiya Kadeer
Rebiya Kadeer a été invitée par une organisation japonaise à s'exprimer lors d'un colloque à Tokyo le 29 juillet 2009. L'ambassadeur de Chine à Tokyo a demandé l'annulation de cette intervention : « Si vous lui offrez une tribune, les relations politiques et économiques entre la Chine et le Japon en souffriront. C'est une criminelle ». En visite au Japon, Rebiya Kadeer a déclaré à des sénateurs et parlementaires que la répression contre les Ouïghours se poursuit dans le Xinjiang. Elle a demandé au  Parti libéral-démocrate japonais, au pouvoir au Japon, de demander la libération des milliers de Ouïghours arrêtés et de faire dépêcher des représentants de l’ONU. Lors de son intervention Rebiya Kader a indiqué que « près de 10 000 personnes avaient disparu » pendant les émeutes du Xinjiang.
Afin de s'opposer à la présence de Rebiya Kadeer, en août 2009, au festival de Melbourne en Australie, Pékin avait convoqué l'ambassadeur d'Australie pour lui exprimer son mécontentement. Rebiya Kadeer devait assister à la projection d'un film documentaire relatant ses relations avec son mari, le militant Sidik Rouzi et les conséquences sur ses enfants de son combat pour le peuple Ouïgour. Actuellement trois de ses enfants sont emprisonnés en Chine.
Rebiya Kadeer fut l'invitée du festival du voyage, Le Grand Bivouac à Albertville en France le 22 octobre 2010, pour y parler des tensions dans la région de Xinjiang.
Son activisme la fait figurer chaque année sur la liste des personnes proposées pour le prix Nobel de la paix.
En 2018, Rebiya Kadeer évoque les camps de rééducation du Xinjiang, qui concerneraient plus d’un million de musulmans : « c’est un système arbitraire total, une sorte de détention préventive, basés sur la détention administrative, c’est-à-dire qu’il n’est pas nécessaire d’avoir été condamné pour y être emprisonné. Nulle procédure, nulle possibilité de recourir à un avocat et même nul chef d’inculpation. On peut rester dans ces camps très longtemps, certains à perpétuité ».